# انیو وانوتی
انیو وانوتی (ایتالیایی: Ennio Vanotti؛ زادهٔ ۱۳ سپتامبر ۱۹۵۵) دوچرخه‌سوار اهل ایتالیا است.

## باشگاهی
از باشگاه‌هایی که در آن رکاب زده‌است می‌توان به تیم دوچرخه‌سواری بیانکی اشاره کرد.